# 1917
1917 (MCMXVII) là một năm thường bắt đầu vào Thứ hai của lịch Gregory và là một năm thường bắt đầu vào Chủ Nhật của lịch Julius, năm thứ 1917 của Công nguyên hay của Anno Domini, the năm thứ 917  của thiên niên kỷ 2, năm thứ 17  của thế kỷ 20, và năm thứ  8   của thập niên 1910. Tính đến đầu năm 1917, lịch Gregory bị lùi sau 13 ngày trước lịch Julius, và vẫn sử dụng ở một số địa phương đến năm 1923. 

## Sự kiện

### Tháng 2
- 1 tháng 2 - Đức bắt đầu lại cuộc chiến tranh toàn diện trên biển
- 13 tháng 2 - Mata Hari bị bắt
- 24 tháng 2 - Tình báo Anh giao cho Hoa Kỳ tập công văn của Zimmermann, bộ trưởng ngoại giao Đức gửi cho México đề nghị nước này hợp tác với Đức chống lại Hoa Kỳ

### Tháng 3
- 1 tháng 3 - Hoa Kỳ công bố tập tài liệu về công văn của Zimmermann
- 8 tháng 3 - Cách mạng Tháng Hai bắt đầu ở Nga
- 11 tháng 3 - Anh Quốc chiếm Bagdad
- 15 tháng 3 - Nga hoàng Nikolai II thoái vị
- 23 tháng 3 - Hoàng đế Áo-Hung Karl I đề nghị hòa bình

### Tháng 4
- 6 tháng 4 - Hoa Kỳ tuyên chiến với Đế quốc Đức trong Chiến tranh thế giới thứ nhất
- 16 tháng 4 - V. I. Lenin trở về Nga và chiến dịch Nivelle bắt đầu ở mặt trận phía tây.
- 17 tháng 4 - Lenin công bố "Luận cương tháng Tư"
- 19 tháng 4 - Anh, Pháp, Ý ký thỏa ước chia lãnh thổ Châu Á thuộc đế quốc Ottoman cho Ý

### Tháng 6
- 16 tháng 6 - Khai mạc đại hội Xô viết toàn Nga lần thứ nhất

### Tháng 7
- 1 tháng 7 - Bắt đầu cuộc tổng tấn công của Kerensky ở mặt trận phía đông
- 20 tháng 7 - Hiệp ước Korf về việc thành lập vương quốc Nam Tư

### Tháng 8
- 14 tháng 8 - Trung Quốc tuyên chiến với Đế quốc Đức
- 30 tháng 8 - Khởi nghĩa chống thực dân Pháp của Đội Cấn

### Tháng 10
- 3 tháng 10 - Tôn Trung Sơn lập chính phủ Nam Trung Hoa
- 13 tháng 10 - Hiện tượng mặt trời di chuyển một cách bí ẩn xảy ra tại Fatima, Bồ Đào Nha
- 21 tháng 10 - Lenin từ Phần Lan trở về chuẩn bị cho cuộc khởi nghĩa
- 24 tháng 10 - Bắt đầu trận Caporetto ở mặt trận Ý

### Tháng 11
- 2 tháng 11 - Tuyên bố Balfour về vấn đề Palestine
- 7 tháng 11 - Cách mạng Tháng Mười thành công ở Nga
- 15 tháng 11 - Tuyên ngôn về quyền các dân tộc ở nước Nga
- 20 tháng 11 - Mở màn trận Cambrai

### Tháng 12
- 7 tháng 12 - Hoa Kỳ tuyên chiến với Đế quốc Áo-Hung
- 9 tháng 12 - Jerusalem thất thủ về tay Anh
- 15 tháng 12 - Đình chiến ở mặt trận phía đông giữa Nga và các nước Liên minh Trung tâm
- 19 tháng 12 - Phần Lan tuyên bố độc lập

## Sinh

### Tháng 1
- Nguyễn Văn Trân, Nguyên Bí Thư Xứ Ủy Bắc Kỳ, Trung Ương Đảng, Thành Ủy Hà Nội. (m. 2018)

### Tháng 2
- 2 tháng 2 - Đỗ Mười - Cố Tổng Bí thư Ban Chấp hành Trung ương Đảng Cộng sản Việt Nam (m. 2018)
- 6 tháng 2 - Zsa Zsa Gabor, diễn viên người Hungary – Mỹ (m. 2016)

### Tháng 4
- 12 tháng 4 - Thích Phổ Tuệ (m. 2021)
- 24 tháng 4 - Tống Bình, là một nhà cách mạng và chính trị gia nổi tiếng của Đảng Cộng sản Trung Quốc

### Tháng 5
- 2 tháng 5 - Văn Tiến Dũng, Đại tướng Quân đội Nhân dân Việt Nam, Tư lệnh Chiến dịch Hồ Chí Minh 1975, Bộ trưởng Bộ Quốc phòng Việt Nam (m. 2002)
- 29 tháng 5 - John F. Kennedy, Tổng thống Hoa Kỳ thứ 35 (m. 1963)

### Tháng 8
- 7 tháng 8 - Banja Tejan-Sie, Toàn quyền Sierra Leone 1968-1971 (m. 2000)[1]

### Tháng  9
- 26 tháng 9 - Trần Đức Thảo, nhà triết học Việt Nam (mất 1993)

### Tháng 10
- 10 tháng 10 - Kim Ngọc - nguyên Bí thư Tỉnh ủy tỉnh Vĩnh Phú, Việt Nam (mất 1979)
- 17 tháng 10 - Thích Trí Tịnh (m. 2014)

### Tháng 11
- 14 tháng 11 - Park Chung-hee, tổng thống thứ 3 của Hàn Quốc (m. 1979)
- 19 tháng 11 - Indira Gandhi, Thủ tướng Ấn Độ (m. 1984)

## Mất
- 16 tháng 1 - George Dewey, đô đốc hải quân Mỹ
- 8 tháng 3 - Ferdinand von Zeppelin, người đã phát minh ra khí cầu Zeppelin
- 13 tháng 8 - Eduard Buchner, nhà hóa học người Đức, đoạt giải Nobel hóa học năm 1907
- 20 tháng 8 - Adolf von Baeyer, nhà hóa học người Đức, đoạt giải Nobel hóa học năm 1905
- 15 tháng 10 - Mata Hari, vũ nữ và điệp viên người Hà Lan

### không rõ ngày
- Lưu Vĩnh Phúc. (s. 1837)
- Octave Mirbeau, (s. 1848)

## Giải Nobel
- Vật lý - Charles Glover Barkla
- Hóa học - Ben Williams
- Y học - không có giải
- Văn học - Karl Adolph Gjellerup, Henrik Pontoppidan
- Hòa bình - International Committee of the Red Cross